# Suzy Lake
Suzy Lake née Suzy Marx à Detroit en 1947 est une photographe, vidéaste, performeuse américaine et canadienne. Elle fait partie de l’avant-garde féministe des années 1970. Elle interroge les codes de représentation du genre à travers une pratique à la fois performative et théâtrale de l’autoportrait.

## Biographie
Née à Detroit, Suzy Lake étudie la peinture, le dessin et la sérigraphie à l'université d'État de Wayne et l'université de l'Ouest du Michigan. Face aux tensions raciales, elle s'engage dans le mouvement des droits civiques des années 1960. En 1967, des émeutes violentes à caractère racial éclatent à Détroit, faisant 47 morts. Martin Luther King est assassiné en 1968. De nombreux citoyens américains fuit les États Unis pour échapper à la mobilisation générale et à la guerre au Vietnam. C'est dans ce contexte qu'elle rencontre le peintre Roger Lake. Le couple se marie, émigre en 1968 à Montréal. Elle interrompt ses études.
Dès 1970, elle prend part à la scène artistique de Montréal notamment. Elle fait partie des artistes qui fondent l’Artist Run Space Véhicule Art Inc, espace qui accueille de nombreux artistes comme Sol Lewitt, Marina Abramović, Vito Acconci ou Bill Viola. Elle produit alors ses premières œuvres. Elle est le sujet de ses photos. Elle documente avec la caméra comment la société fabrique des images d’identité.
En 1978, Suzy Lake obtient un Master of Arts en beaux-arts à l’université Concordia. En 1978, elle s'installe à Toronto. Elle intègre une communauté de photographes.
Dans les années 1980, Suzy Lake soutient différents groupes politiques. Elle séjourne au Nicaragua. Elle enseigne aux membres du Front sandiniste de libération nationale comment prendre des photos de surveillance.
Suzy Lake soutient les revendications territoriales de la nation Teme-Augama Anishnabai (en) à Temagami. Elle produit une série de photographies.
Dans les années 1980, elle enseigne à temps partiel à l’université de Guelph. En 1988, elle est professeure agrégée, jusqu'en 2008, où elle prend sa retraite.
En 1997, son travail fait l'objet d'une première rétrospective, à Ottawa. Suzy Lake est invitée WACK! Art and the Feminist Revolution en 2007, au Musée d'Art contemporain de Los Angeles.

## Expositions
- Choreographed Puppets (Marionnettes chorégraphiées), OPTICA, Montréal, 1977
- imPOSITIONS, Musée des beaux-arts de l’Ontario, Toronto, 1978
- Are You Talking to Me? (C’est à moi que tu parles?), Sable-Castelli Gallery, 1979
- Re-Reading Recovery (Relecture de la guérison), Le Mois de la Photo, Montréal, 1997
- Whatcha Really, Really Want (Ce que tu veux vraiment, vraiment), Paul Petro Contemporary Art, 2004
- Suzy Lake: Revealment/Concealment (Suzy Lake : révélation/dissimulation), Hallwalls Gallery, Buffalo, 2006
- Rhythm of a True Space (Rythme d’un véritable espace), Musée des beaux-arts de l’Ontario, Toronto, 2006

- Political Poetics (Poétique politique), Centre d’art de l’Université de Toronto, 2011

- Suzy Lake: Scotiabank Photography Award, Ryerson Image Centre, Toronto, 2017

## Rétrospectives
- Point of Reference (Point de référence), rétrospective, Musée des beaux-arts du Canada, Ottawa, 1997
- Introducing Suzy Lake (À la découverte de Suzy Lake), Musée des beaux-arts de l’Ontario, Toronto, 2014-2015
- On Stage, mfc-michèle didier, Paris, 2022

## Collections Publiques
- On Stage, 1972 - 1974, vidéo, Collection Frac Bourgogne
- A Natural Way to Draw, 1975, vidéo, 14 min 25, Collection Musée national des beaux-arts du Québec

## Distinctions
- Prix de photographie Banque Scotia, 2016
- Prix du Gouverneur général en arts visuels et en arts médiatiques, 2016